# 哈利島
哈利島（俄语：Остров Харли）是俄羅斯的島嶼，屬於法蘭士約瑟夫地群島的一部分，位於傑克遜島以東15公里，由阿爾漢格爾斯克州負責管轄，長10公里，最高點海拔高度82米。该岛由英国北极探险家弗雷德里克·乔治·杰克逊以苏格兰医生乔治·哈利的名字命名。